# Sisto Riario Sforza
Sisto Riario Sforza (ur. 5 grudnia 1810 w Neapolu, zm. 29 września 1877 tamże) – doktor teologii i kardynał, Sługa Boży Kościoła katolickiego.

## Życiorys
Urodził się 5 grudnia 1810 roku w Neapolu. Był synem Giovanniego Antoniego Riario Sforzy i Marii Gaetana. Sforza kształcił się w seminarium w Rzymie, a potem rozpoczął studia na uniwersytecie La Sapienza w Rzymie. Uzyskał doktorat z teologii. Został wyświęcony na kapłana w dniu 1 września 1833 roku. 19 stycznia 1846 roku został mianowany na kardynała prezbitera tytułu S. Sabinae. Brał udział w konklawe w 1846 roku. Zmarł 29 września 1877 roku po ciężkiej chorobie. Na jego pogrzeb przybyło wielu wiernych i władz. Został pochowany w katedrze metropolitalnej w Neapolu. Jego proces beatyfikacyjny rozpoczął się w 1927 roku.